# Львівський іподром

Львівський іподром

Львівський іподром — найновіший в Україні і єдиний на заході України — є унікальним серед іподромів пострадянських країн, на якому споруджена трав'яна скакова доріжка за європейським зразком, для проведення випробувань племінних коней верхових порід.
Свого часу іподром був одним із найкращих, у 1987 році, за рішенням Держагропрому СРСР, його було зараховано до п'ятірки провідних іподромів у колишньому СРСР.
Для виконання свого призначення Львівський іподром наділений потужною матеріально-технічною базою:
- площа самого іподрому 88.5 га
- кормове господарство в с. Черепин Пустомитівського району загальною площею 415,2 га, в тому числі:
  - 345 га ріллі
  - 5,8 га пасовищ
  - 2,9 га під водою
  - 51,5 га лісу
  - інші 10 га.

Побудовані спортивні споруди, сідловочна, суддівська, складські приміщення, овочесховище, п'ять конюшень, в яких можна розмістити 180 коней, ветеринарний лазарет та ізолятор, карантинна конюшня, душова для племінних коней, два підземні переходи, конкурне поле, глядацькі трибуни на 260 місць.
Іподром дуже добре спланований, адже тут є три бігові доріжки, які дозволяють випробовувати і рисаків, і коней для верхової їзди, а саме: скакова трав'яна доріжка довжина — 1800 м, ширина — 30 м піщана доріжка довжина — 1600 м, ширина — 20 м піщано-гравійна доріжка довжина — 1500 м, ширина — 15 м.